# Unione di Centro Democratico
L'Unione di Centro Democratico (in spagnolo: Unión de Centro Democrático, UCD) fu una coalizione politica e successivamente un partito politico spagnolo di centro, il cui leader fu Adolfo Suárez.

## Fondazione
Si formò come coalizione nel maggio 1977, durante la transizione successiva alla morte di Francisco Franco. L'UDC riunì Fernando Álvarez de Miranda (PDC), Pío Cabanillas (PPCD), Gonzalo Casado (PSI), Manuel Clavero (PSLA), Francisco Fernández Ordóñez (Partito Socialdemocratico), Juan García Madariaga (PPL), Joaquín Garrigues Walker (FPDL), Enrique Larroque (PL), José Ramón Lasuén (FSD), José Luis Meilán (PGI), Lorenzo Olarte (UC), Eurico de la Peña (USDE), Antonio Pérez Crespo (UDM), Enrique Sánchez de León (AREX) e Ignacio Camuñas (PDP) sotto la leadership di Adolfo Suárez. I suoi principali componenti si dichiaravano democrisitani, liberali, socialdemocratici o indipendenti, essendo questi ultimi frequentemente elementi provenienti dal regime franchista. Successivamente, il 4 agosto 1977, si trasformò in un partito politico.

## Gli anni di governo (1977-1982)
L'UCD governò la Spagna dal 1977 al 1982. Alle elezioni generali del 1977 ottenne 6.310.391 voti (34,4%) e 166 seggi. Riuscì a governare grazie all'appoggio parlamentare ed al consenso stabilito sia con l'AP che con il PSOE ed il PCE. Fu uno dei principali partiti che diede impulso alla Costituzione del 1978, tenendo tra le sue file 3 dei 7 relatori costituzionali. Nel marzo 1979 vinse nuovamente le elezioni con la Maggioranza semplice, ottenendo 6.268.593 voti (34,8%) e 168 deputati.

## Dissoluzione
La ragione fondamentale della sua scomparsa furono i conflitti interni, che causarono la rinuncia alla Presidenza del Governo di Suárez nel gennaio 1981, sostituendogli fino alla fine della legislatura Leopoldo Calvo Sotelo. Alcuni pensano che l'unica cosa che mantenesse unita la coalizione fosse la redazione della nuova Costituzione. A sua volta, finì per essere un partito di scarsa popolarità ed ampio rifiuto, a causa dell'aumento della disoccupazione, della grave inflazione e della crisi economica generale in cui viveva il paese. Nelle elezioni generali del 1982, in cui vinse in modo schiacciante il PSOE, presentò come candidato Landelino Lavilla ed ottenne solamente 1.425.093 voti (6,7%) e 11 seggi.
Dopo la rinuncia, Adolfo Suárez costituì il Centro Democratico e Sociale (Centro Democrático y Social o CDS), che competeva con l'UCD nelle elezioni generali del 1982 e di cui sarebbe stato presidente fino al 1991.
Dalla sua parte, Francisco Fernández Ordóñez si integrò insieme al suo gruppo socialdemocratico nel Partito Socialista Operaio Spagnolo (Partido Socialista Obrero Español o PSOE). Dall'altro lato, il Partito Democratico popolare (Partido Demócrata Popular) o il Partito Liberale (Partido Liberal) si coalizzarono con l'Alleanza Popolare (Alianza Popular), integrandosi alla fine in questo partito ed occupando lo spazio di centro-destra. Di conseguenza, l'UCD venne sciolto il 18 febbraio 1983. Nelle elezioni del 1982 la base elettorale dell'UCD nutrì simmetricamente le due formazioni principali della sinistra e della destra, il Partito Socialista ed Alleanza Popolare, il quale, dopo essersi rifondato nel 1990 con il nome di Partito Popolare (Partido Popular), passò a capitalizzare una porzione ancora più grande dell'elettorato centrista.